# 中央卸売市場

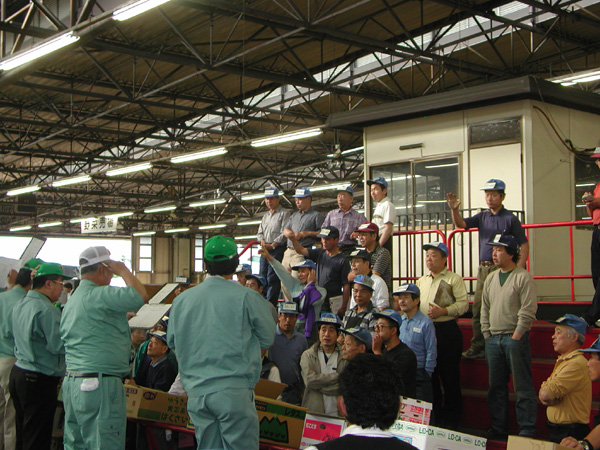
東京都中央卸売市場 葛西市場（2003年7月）

中央卸売市場（ちゅうおうおろしうりしじょう）とは、卸売市場のうち、卸売市場法第3章の規定に基いて、国すなわち農林水産大臣（農林水産省）が認定・監督し、後述する条件を満たす地方公共団体が開設するものを言う。
一方、同法第4章に基いて、地方すなわち都道府県知事（都道府県）が認定・監督をするものは「地方卸売市場」という。

## 概要
生鮮食料品等の流通及び消費上特に重要な都市及びその周辺の地域における生鮮食料品等の円滑な流通を確保するための生鮮食料品等の卸売の中核的拠点となるとともに、当該地域外の広域にわたる生鮮食料品等の流通の改善にも資するものとして、地方公共団体等が農林水産大臣の認可を受けて開設される卸売市場をいう（卸売市場法第2条）。開設者となれるのは都道府県、人口20万人以上の市、またはこれらが加入する一部事務組合もしくは広域連合である（卸売市場法第2条第3項）。
1927年（昭和2年）12月に京都市中央卸売市場第一市場が全国初の中央卸売市場として開設されたのを皮切りに各地で開設・認定されていった。
近年、大規模スーパーマーケットチェーンの出店拡大や冷凍魚の普及などの食品流通形態の変化により、生鮮品の市場通過率は減少傾向にある。これに加えて地方人口の減少や公共事業の見直しなどの観点から、農林水産省では第10次卸売市場整備基本方針を策定し、再編を促している。これに基づいて各地の中央卸売市場は地方卸売市場に転換したり、統合集約が進んでいる。2008年（平成20年）時点で52都市82市場、2011年（平成23年）4月1日時点でも、44都市に72市場があったものが、2020年（ 令和2年）6月の改正卸売市場法施行時点で40都府県市が開設する65市場に集約された。その際仙台市中央卸売市場本場の場内に付随する施設扱いだった花き部が単立の市場として設置認可を受けたことから前年より1増加している。また、全国の中央卸売市場の取扱高も1993年度の6兆4400億円をピークとして、2019年度時点では3兆5800億円と、およそ半分程度まで減少している。
2020年6月に卸売市場法及び食品流通構造改善促進法の一部を改正する法律が施行。これまで特例的にしか認められていなかった卸から仲卸や売買参加者以外への販売（第三者販売）を禁止する条文が撤廃され原則自由化されるなど、83の条文が19まで削減され、多くの規制が緩和された。また、地方公共団体（都道府県又は人口20万人以上の市町村）のみに限られていた中央卸売市場の開設を、農林水産大臣が認可した場合は民間企業にも認められるようになった。ただし、実際に民間企業が開設する市場が中央卸売市場として認定された例は2022年8月現在では未だ存在しない。

## 一覧
- 2018年10月時点の全国の中央卸売市場[8]。
- 2016年度における青果物、水産物、食肉、花卉、および、それらの合計の取扱金額（単位：億円）も付記。
- 旧中央卸売市場整備計画において「中央拠点市場」に規定されていた市場には、青果物部門では（青）、再編を前提にしている場合は（青）、水産物部門では（水）と付記する。
- 食品等流通合理化計画の認定を受けている卸売市場には〇を付記する。

| 都道府県 | 開設者     | 市 場 数 | 市場名 | 流通 合理化 | 青果  | 水産  | 食肉  | 花卉 | 合計   |
| -------- | ---------- | -------- | --- | ----------- | ----- | ----- | ----- | ---- | ------ |
| 北海道   | 札幌市     | 1        | 札幌市中央卸売市場（青）（水） | 〇          | 665   | 935   |       |      | 1,600  |
| 青森県   | 青森市     | 1        | 青森市中央卸売市場 |             | 145   | 256   |       |      | 401    |
| 青森県   | 八戸市     | 1        | 八戸市中央卸売市場 |             | 256   |       |       | 13   | 269    |
| 岩手県   | 盛岡市     | 1        | 盛岡市中央卸売市場 |             | 208   | 140   |       |      | 348    |
| 宮城県   | 仙台市     | 3        | 仙台市中央卸売市場本場（青）（水） 仙台市中央卸売市場食肉市場 仙台市中央卸売市場花き市場 | 〇          | 483   | 802   | 219   | 92   | 1,596  |
| 福島県   | いわき市   | 1        | いわき市中央卸売市場 |             | 165   | 143   |       |      | 308    |
| 栃木県   | 宇都宮市   | 1        | 宇都宮市中央卸売市場（青） |             | 305   | 108   |       |      | 413    |
| 埼玉県   | さいたま市 | 1        | さいたま市食肉中央卸売市場 |             |       |       | 68    |      | 68     |
| 東京都   | 東京都     | 11       | 東京都中央卸売市場豊洲市場 東京都中央卸売市場大田市場（青） 東京都中央卸売市場淀橋市場（青） 東京都中央卸売市場北足立市場（青） 東京都中央卸売市場食肉市場 東京都中央卸売市場葛西市場 東京都中央卸売市場足立市場 東京都中央卸売市場豊島市場 東京都中央卸売市場板橋市場 東京都中央卸売市場世田谷市場 東京都中央卸売市場多摩ニュータウン市場 |             | 5,902 | 4,542 | 1,377 | 881  | 12,702 |
| 神奈川県 | 横浜市     | 2        | 横浜市中央卸売市場本場（青） 横浜市中央卸売市場食肉市場 | 〇          | 1,164 | 622   | 174   |      | 1,960  |
| 神奈川県 | 川崎市     | 1        | 川崎市中央卸売市場北部市場 |             | 284   | 253   |       | 38   | 575    |
| 新潟県   | 新潟市     | 1        | 新潟市中央卸売市場（水） |             | 203   | 440   |       | 32   | 675    |
| 石川県   | 金沢市     | 1        | 金沢市中央卸売市場（水） |             | 263   | 520   |       |      | 783    |
| 福井県   | 福井市     | 1        | 福井市中央卸売市場 |             | 94    | 106   |       | 7    | 207    |
| 岐阜県   | 岐阜市     | 1        | 岐阜市中央卸売市場（青） |             | 519   | 114   |       |      | 633    |
| 静岡県   | 静岡市     | 1        | 静岡市中央卸売市場 |             | 205   | 230   |       |      | 435    |
| 静岡県   | 浜松市     | 1        | 浜松市中央卸売市場 |             | 304   | 252   |       |      | 556    |
| 愛知県   | 名古屋市   | 3        | 名古屋市中央卸売市場本場（青）（水） 名古屋市中央卸売市場北部市場（青） 名古屋市中央卸売市場南部市場 |             | 1,379 | 1,236 | 188   |      | 2,803  |
| 京都府   | 京都市     | 2        | 京都市中央卸売市場第一市場（青）（水） 京都市中央卸売市場第二市場 | 〇          | 728   | 387   | 125   |      | 1,240  |
| 大阪府   | 大阪府     | 1        | 大阪府中央卸売市場（青）（水） |             | 498   | 389   |       |      | 887    |
| 大阪府   | 大阪市     | 3        | 大阪市中央卸売市場本場（青）（水） 大阪市中央卸売市場東部市場（青） 大阪市中央卸売市場南港市場 | 〇          | 1,925 | 1,559 | 257   |      | 3,741  |
| 兵庫県   | 神戸市     | 3        | 神戸市中央卸売市場本場（青）（水） 神戸市中央卸売市場東部市場（青） 神戸市中央卸売市場西部市場 | 〇          | 443   | 360   | 149   | 32   | 984    |
| 兵庫県   | 姫路市     | 1        | 姫路市中央卸売市場 | 〇          |       | 188   |       |      | 188    |
| 奈良県   | 奈良県     | 1        | 奈良県中央卸売市場（青） |             | 322   | 134   |       |      | 456    |
| 和歌山県 | 和歌山市   | 1        | 和歌山市中央卸売市場 | 〇          | 156   | 116   |       |      | 272    |
| 岡山県   | 岡山市     | 1        | 岡山市中央卸売市場 |             | 230   | 286   |       |      | 516    |
| 広島県   | 広島市     | 3        | 広島市中央卸売市場中央市場（青） 広島市中央卸売市場東部市場（青） 広島市中央卸売市場食肉市場 |             | 486   | 266   | 74    | 62   | 888    |
| 山口県   | 宇部市     | 1        | 宇部市中央卸売市場 |             | 101   |       |       |      | 101    |
| 徳島県   | 徳島市     | 1        | 徳島市中央卸売市場 |             | 202   | 271   |       |      | 473    |
| 香川県   | 高松市     | 1        | 高松市中央卸売市場 | 〇          | 167   | 158   |       |      | 325    |
| 愛媛県   | 松山市     | 1        | 松山市中央卸売市場 |             | 223   |       |       |      | 223    |
| 高知県   | 高知市     | 1        | 高知市中央卸売市場 |             | 162   |       |       |      | 162    |
| 福岡県   | 北九州市   | 1        | 北九州市中央卸売市場（青） | 〇          | 402   |       |       |      | 402    |
| 福岡県   | 福岡市     | 3        | 福岡市中央卸売市場青果市場（青） 福岡市中央卸売市場鮮魚市場（水） 福岡市中央卸売市場食肉市場 | 〇          | 742   | 455   | 244   |      | 1,441  |
| 福岡県   | 久留米市   | 1        | 久留米市中央卸売市場 |             | 90    |       |       |      | 144    |
| 長崎県   | 長崎市     | 1        | 長崎市中央卸売市場 |             | 168   |       |       |      | 168    |
| 宮崎県   | 宮崎市     | 1        | 宮崎市中央卸売市場 |             | 312   |       |       |      | 312    |
| 鹿児島県 | 鹿児島市   | 2        | 鹿児島市中央卸売市場青果市場（青） 鹿児島市中央卸売市場魚類市場 | 〇          | 368   | 169   |       |      | 537    |
| 沖縄県   | 沖縄県     | 1        | 沖縄県中央卸売市場 | 〇          | 134   |       |       | 29   | 163    |

## かつて存在した中央卸売市場
- 室蘭市中央卸売市場 - 2009年末に地方卸売市場に転換。
- 釧路市中央卸売市場 - 2006年に地方卸売市場に転換。
- 函館市中央卸売市場 - 2009年に地方卸売市場に転換。
- 秋田市中央卸売市場 - 2012年に青果部・水産物部が、2024年に花き部が地方卸売市場に転換。
- 山形市中央卸売市場 - 2010年に地方卸売市場に転換。
- 福島市中央卸売市場 - 2014年に地方卸売市場に転換。（→福島市公設地方卸売市場）
- 千葉市中央卸売市場 - 2014年に地方卸売市場に転換。（→千葉市地方卸売市場）
- 船橋市中央卸売市場 - 2014年に地方卸売市場に転換。（→船橋市地方卸売市場）
- 東京都中央卸売市場築地市場 - 2018年に豊洲市場に移転。築地には隣接する「場外市場」と呼ばれる一角が残されている。
- 東京都中央卸売市場淀橋市場松原分場 - 2008年に廃止・閉場。機能は世田谷市場に統合された。
- 川崎市中央卸売市場南部市場 - 2007年に地方卸売市場に転換。
- 横浜市中央卸売市場南部市場 - 2015年に廃場、民営の「横浜南部市場」に転換。
- 藤沢市中央卸売市場 - 2007年に地方卸売市場に転換。
- 甲府市中央卸売市場 - 2011年に地方卸売市場に転換。
- 富山市中央卸売市場 - 1973年3月26日に完成、同年5月4日に青果部門から業務開始[9]。2011年に地方卸売市場に転換。
- 三重県中央卸売市場 - 2007年に水産物部が、2009年に青果部が地方卸売市場に転換。
- 尼崎市中央卸売市場 - 2007年に地方卸売市場に転換。（→尼崎市公設地方卸売市場）
- 呉市中央卸売市場 - 2008年に地方卸売市場に転換。
- 松山市中央卸売市場水産市場 - 2011年に地方卸売市場に転換。
- 下関市中央卸売市場 - 2008年に地方卸売市場に転換。
- 大分市中央卸売市場 - 2006年に地方卸売市場に転換。
- 福岡市中央卸売市場青果市場 - 2016年に閉場して青果部の他2場を統合集約して新青果市場「ベジフルスタジアム」に移転。
  - 福岡市中央卸売市場東部市場 - 2016年に閉場、機能は新青果市場に統合移転。
  - 福岡市中央卸売市場西部市場 - 2016年に閉場、機能は新青果市場に統合移転。
- 佐世保市中央卸売市場 - 2008年に花卉部が、2013年に青果部が地方卸売市場に転換。（→佐世保市地方卸売市場）
  - 佐世保市中央卸売市場水産市場 - 2013年に地方卸売市場に転換。（→佐世保市地方卸売市場）